# Tower Prep
Tower Prep è una serie televisiva statunitense-canadese andata in onda su Adult Swim dal 16 ottobre al 28 dicembre 2010.
Al termine della prima stagione di tredici episodi, Adult Swim non annuncia la chiusura della serie, ma il 23 marzo 2011 essa non risulta in programmazione per la nuova stagione televisiva: la notizia della cancellazione viene data dal creatore, Paul Dini, a dicembre 2011 tramite Twitter. A maggio 2012, Dini rivela l'esistenza di alcune trattative riguardanti un finanziamento estero per la produzione della seconda stagione, che vengono però accantonate in seguito alla decisione di Adult Swim di non mandare comunque in onda la serie.

## Trama
Ian Archer è un adolescente ribelle appena sospeso da scuola. Un giorno, all'improvviso, si sveglia alla Tower Prep, un misterioso liceo con lo scopo di trovare il talento unico di ogni studente, senza sapere come vi sia arrivato, né dove si trovi. Qui fa amicizia con Gabe, Suki e CJ, e insieme a loro decide di scoprire cosa nasconde la Tower Prep e come tornare alla vita di prima.